# Metal (API)
Metal 是由蘋果公司所開發的一个应用程序接口（API），兼顾图形与计算功能，面向底层、低开销的硬件加速。其类似于将 OpenGL 与 OpenCL 的功能集成到了同一个API上，最初支持它的系统是 iOS 8。Metal 使得 iOS 可以实现其他平台的类似功能，例如 Khronos Group 的跨平台 Vulkan 与 Microsoft Windows 上的 Direct3D 12。
Metal也通过引入內核函數来进一步提高GPGPU编程的能力。
Metal使用一种基于C++11的新着色器语言，其实现借助了Clang和LLVM。

## 历史
2014年6月2日，Metal 开始支持iOS设备（仅支持Apple A7或更新款處理器的iPhone、iPad）；2015年6月8日，Metal 开始支持运行 OS X El Capitan 的Mac设备（僅2012年中或更新款機種）。
2017年6月5日，Apple於WWDC宣布了Metal的第二个版本，支持macOS High Sierra、iOS 11和tvOS 11。Metal 2不是Metal的獨立API，並且由需要的硬體支援。 Metal 2在Xcode中實現了更高效的分析和調試，加速了機器學習、降低了CPU工作負載、支持macOS上的虛擬實境以及Apple A11處理器的特性。
2019年6月3日，Metal API更新到第三个版本，支持macOS Catalina、iOS 13和iPadOS 13。
2020年的苹果全球开发者大会（WWDC）上，苹果宣布将Mac迁移到Apple Silicon。使用Apple Silicon的Mac将使用Apple GPU，支持之前在macOS和iOS上实现的特色功能，并将能够利用为Apple GPU架构所定制的基于图块的延迟渲染（TBDR）功能。